# Абдуллаев, Хосров Абдулла оглы
Хосров Абдуллаев Абдулла оглы (азерб. Xosrov Abdulla oğlu Abdullayev; 29 январь 1926, Шамаха – 31 март 1980, Новосибирск) — артист цирка, жонглёр, иллюзионист, актер. Народный артист Азербайджанской ССР (1977 год).

## Биография
Хосров Абдуллаев родился 29 января 1926 года в городе Шамаха. Он окончил Государственную цирковую художественное училище в Москве в 1942 году.
Хосров артистическую деятельность начал в составе номера «Акробаты-эксцентрики Масловы». Абдуллаев выступал с Карандашом как инспектор манежа и партнер в репризах, был ассистентом в иллюзионном аттракционе Э.Т. Кио.
В 1976 году Абдуллаев впервые выступил с сольным номером «Иллюзионный ревю». Абдуллаев действовал в этом жанре более 30 лет. Он гастролировал в 48 странах мира.
Хосров Абдуллаев скоропостижно скончался 31 марта 1980 года в Новосибирске во время гастролей. Он был похоронен в Москве на Митинском кладбище.

## Фильмография
- Арена смелых (фильм-концерт, 1953)
- Последняя ночь детства (фильм, 1968)
- Ищите девушку (фильм, 1970)
- Хосров и Лида Абдуллаевы (биографический фильм, 1974)
- Цирк — жизнь моя (документальный фильм, 1978)

## Звания и награды
- Почетное звание "Заслуженный артист Азербайджанской ССР"  —  25 мая 1960 [5].
- Почетное звание "Народный артист Азербайджанской ССР" — 19 марта 1977[6].